# Castiglionei csata
A castiglionei csata az első koalíciós háborúk idején zajlott le 1796. augusztus 5-én Észak-Itáliában, Castiglione delle Stivierénél, a Napoléon Bonaparte tábornok által vezetett francia hadsereg és Dagobert von Wurmser tábornagy osztrák hadserege között. Az ütközet eredményeként az osztrák hadsereg Borghettónál (ma Valeggio sul Mincio része) átkelve a folyón visszavonult a hegyek vonala mögé, meghátrált túl Mincio folyón.

## Dióhéjban
Az osztrákok célja az volt, hogy megszakítsák Mantova francia ostromát (ez az erőd képezte az osztrákok legfontosabb támaszpontját és hadianyagraktárat Észak-Itáliában), és abból kiinduló három hadoszlop Bonapartét vereséggel fenyegethették. Napóleont ugyan nem tudták megverni, de a másik célt sikerült elérni, hiszen Bonaparte feloldotta az ostromot annak érdekében, hogy átcsoportosítsa erőforrásait a veszély elhárítására. A franciák gyorsasága azonban lehetővé tette a „kis káplárnak”, hogy az osztrák hadoszlopokat szétválassza, és mindet külön megverje. A francia veszteségek becslések szerint 1500 embert, és az osztrák veszteségek 3500 főt tettek ki.

## A hadjárat
Miután Bonaparte a lodi csatában legyőzte az osztrák hadsereget, a Johann Peter von Beaulieu vezette 14 000 katona elhagyta a mantovai erődöt és visszavonultak északra, Trient felé. Mantova volt az észak-itáliai erődnégyszög egyik erőssége, a francia hadsereg  ekkor már elfoglalta a másik hármat: Legnanót, Veronát és Peschierát.
Május 31-én Bonaparte megpróbálta lerohanni Mantovát, de kísérlete nem sikerült. Június 3-án a francia hadsereg megerősítette a helyet, amely védőállásul szolgált Joseph Canto d’Irles osztrák helyőrségének és 316 ágyújának. Júniusban Bonaparte hadserege békére kényszerítette a Pápai államot, a Toszkánai Nagyhercegséget, a Pármai Hercegséget és a Modenai Hercegséget. Hatalmas területeket foglalt el. Az elfoglalt városokból a francia tábornok összeállított egy 179 ágyúból álló ostromtüzérséget Mantova ostromához.

### Erők
A francia hadsereg
- Az itáliai hadsereg: Bonaparte Napóleon
  - hadosztály: André Masséna (15 391)
    - dandár: Barthélemy Joubert
    - dandár: Antoine Valette
    - dandár: Antoine Rampon
    - dandár: Claude Victor
    - dandár: Jean Pijon
    - dandár: Paul Guillaume

  - hadosztály: Pierre Augereau (5368)
    - dandár: Martial Beyrand
    - dandár: Robert

  - hadosztály: Pierre Sauret (4462)
    - dandár: Jean Guieu
    - dandár: Jean Rusca

  - hadosztály: Jean Sérurier (Pascal Fiorella) (10 000)
    - dandár: Louis Pelletier
    - dandár: Joachim Charton
    - dandár: Emmanuel de Serviez
    - dandár: Claude Dallemagne

  - hadosztály: Hyacinthe Despinoy (5500)
    - dandár: Nicolas Bertin
    - dandár: Jean Cervoni

  - Lovasság: Charles Kilmaine (1 535)

Az osztrák hadsereg
Dagobert von Wurmser
- - Jobb hadoszlop: Peter Quasdanovich (17 621)
    - dandár: Heinrich, Reuss-Plauen hercege
    - dandár: Johann Sporck
    - dandár: Ott Péter Károly
    - dandár: Ocskay József
    - 17 zászlóalj (15 272), 13 század (2349)

  - Jobb-közép hadoszlop: Michael von Melas (14 403)
    - dandár: Peter Gummer
    - dandár: Bajalich Ádám
    - dandár: Franz Nicoletti
    - dandár: Philipp Pittoni
    - 19 zászlóalj (13,676), 4 század (727)

  - Bal-közép hadoszlop: Paul Davidovich (9892)
    - dandár: Anton Mittrowsky
    - dandár: Lipthay Antal
    - dandár: Leberecht Spiegel
    - 11 zászlóalj (8 274), 10 század (1618)

  - Bal hadoszlop: Mészáros János (altábornagy) (5021)
    - dandár: Friedrich Hohenzollern-Hechingen
    - dandár: Ferdinand Minckwitz
    - 5 zászlóalj (3949 fő), 7 svadron (1072 fő)

  - Mantova helyőrsége: Joseph Canto de Irles (13 753)
    - dandár: Gerhard Rosselmini (3666 fő, 5 zászlóaljban)
    - dandár: Josef Vukassovich (2449 fő, 3 zászlóaljban)
    - dandár: Karl Salisch (1489 fő, 6 zászlóaljban)
    - dandár: Mathias Ruccavina (2443 fő, 5 zászlóaljban )
    - dandár: Strurioni ezredes (2298 fő, 2 és fél zászlóaljban)
    - Nem vett részt: 434 lovas (3 és fél század), 96 utász, 701 tüzér.

### Tervek
Bonaparte 46 000 katonát Mantova ostromához irányított. Pierre Sauret Bresciát tartotta a Garda-tó nyugati oldalán. André Masséna erőinek nagy részével az Etsch (Adige) folyó felső völgyében a Garda-tó keleti oldalát védte az északról érkező támadástól.
Masséna Veronát őrizte. Pierre Augereau biztosította az Etsch folyó alsó szakaszát Legnano mindkét oldalán . Jean Serurier vezette Mantova ostromát. Hyacinthe Despinoy volt egy fél-dandárral a Peschierában, a másik Massénával és egyéb csapatokkal menetelt. Charles Kilmaine lovassága tartalékot képezett Villafranca di Veronánál, Veronától délnyugatra.
Wurmser és a vezérkari főnöke, Franz von Weyrother kidolgoztak egy négy hadoszlopos támadási tervet. Wurmser megtartotta közvetlen ellenőrzése alatt a két középső hadoszlopot. Michael von Melas a jobb-középső hadoszlop,  délről támadott 14 000 katonájával az Etsch folyó nyugati partján, Paul Davidovich 10 000 katonája a bal-középpel a keleti parton. A Garda-tó nyugati részén Peter Quasdanovich a jobb hadoszlop 18 000 emberét vezette. Mészáros János biztosította Vicenzát 5000 emberével a bal oszlopban. Azt a parancsot kapta, hogy foglalják el Veronát és Legnanót, amint a franciák evakuálják a két várost.

### Hadműveletek
Július végén az osztrák hadsereg előrenyomult Trentóból. Wurmser két középső hadoszlopa vereséget mért Massénára  Rivoli Veronese közelében július 29-én. A 800 fős veszteséget elszenvedő osztrákok győzelme a franciáknak 1200 halott és sebesült, és 1600 fogoly és kilenc ágyú veszteségébe került. Az egyik, Quasdanovich által vezetett dandár Sauret embereit kizavarta a Salòból a Garda-tónál. A második osztrák dandár kiszorította a francia haderőt a Gavardóból a Salòtól keletre. A következő napon a másik két, Quasdanovichhoz tartozó dandár elfoglalta Bresciát. Augereau visszavonult Mantova felé. Masséna a Garda-tó déli végébe hátrált vissza. Aznap este  Napóleon elrendelte, hogy Serurier szakítsa félbe Mantova ostromát. Mészáros elfoglalta Veronát és csatlakozott Wurmserhez.
Bonaparte először kezdett Quasdanovich ellen összpontosította erőit. Július 31-től augusztus 2-ig átfogó hadművelet-sorozatba kezdett a Brescia, Montichiari, Gavardo, Lonato del Garda és Salò közti területen. Eközben Wurmser erőit Peschiera ostromára vonta össze. A központ hadoszlopai elérték Mantovát, ahol időt vesztegetett francia ostromvonalak szétzúzásával és bevontatta az elhagyott ostrom fegyvereket a városba. Bonaparte elrendelte a visszavonulást nyugatra, de amikor rájött, hogy Wurmser nem használja ki a gyors sikerét, úgy döntött, hogy harcolni fog.
Augusztus 3-án Wurmser megpróbált csatlakozni a jobb oldali hadoszlopához, de Augereau és Kilmaine Castiglione közelében megállította egy zseniális védekező akcióval. Abban az időben Wurmser és Quasdanovich erői mintegy nyolc kilométer távolságra voltak egymástól. Augusztus 3-án és 4-én a franciák bénító vereséget mértek az osztrák jobb oldali hadoszlopra a lonatói csatában. Quasdanovich végül elrendelte a visszavonulást északra. Sauret jelezte a jobb oldali hadoszlop visszavonulását Bonaparténak, aki így most már Wurmser erői ellen fordulhatott.

## A csata
Augusztus 5-én Wurmser 25 000 katonát vont össze Castiglionénál. Seregét két vonalba állította fel, jobbszárnyát a falu és a Solferino vára közti magaslatok  közelében.  Az osztrák balszárny Monte Medolanót tartotta, a dombtetők koronáján nehéz fegyverekkel. Bonaparte 22 500 fős ereje még 2500 fővel gyarapodott a nap folyamán. Amíg Wurmser egy frontális támadást indított, a francia hadsereg parancsnoka 5000 embert rendelt Serurier divíziójából az osztrák balszárny utóvédjének megsemmisítésére.  Amikor az osztrák  vonalak  egy V-alakba görbültek, Bonaparte szerette volna áttörni az ellenség vonalát egy támadással Monte Medolano-nál.
Annak érdekében, hogy Wurmser besétáljon a csapdájába, Bonaparte támadásra utasította Massénát  és Augereaut. Amikor hirtelen hátravonta két hadosztályát, az osztrákok „udvariasan” követték. Serurier csapatai (ezen a napon Pascal Fiorella parancsnokságával) megjelentek élükön az 5. dragonyosokkal, Wurmser átváltott a második sorba, tartva a hátvédjét fenyegető veszélytől. Az osztrákok gyorsan visszahúzták első vonalaikat. Ekkor indította Bonaparte fő támadását a Monte Medolano elleni áttöréssel. Auguste Marmont zászlóalj parancsnok átvágtatott lovastüzérséggel az üresen hagyott ponton és tüzet nyitott. A gránátosok megrohamozták a dombokat. Masséna és Augereau szemből indított támadást, és két Despinoy féle fél-dandár, Charles Leclerc ezredes  vezetésével megérkezett és elfoglalták Solferinót. A zűrzavarban Wurmsert majdnem elfogta a francia lovasság. De képes volt arra, hogy rendben visszavonja a hadseregét.
A csatában, az osztrákok 2000 halottat és sebesültet vesztettek, valamint 1000 katonájuk és 20 ágyújuk esett fogságba. A francia  veszteség 1100–1500 főre tehető. Wurmser visszavonulásának következtében Adam Bajalics 5000 embere abbahagyta Peschiera ostromát.  A terület kiürítése után az osztrák parancsnok megerősítette Mantovát két dandárral, élelmiszer-utánpótlást küldött és evakuálták a betegeket. Wurmser visszavonult az Etsch (Adige) folyó keleti partján Trientbe.  Bonaparte ismét Mantova ellen összpontosította az erőit. De ostromágyúk nélkül csak blokád alá tudta vonni az erődöt és remélte, hogy ki tudja éheztetni a védőket, és akkor majd megadják magukat. A hadjáratban a franciák 6000 halottat és sebesültet veszítettek, valamint 4000 esett fogságba, és ostromfelszerelésük is elveszett. Az összes osztrák veszteség 16 700 főt tett ki.
Egy történész szerint ebben a hadjáratban alakította ki Napóleon azt a taktikát, amellyel a későbbi csatáiban képes volt szétzúzni ellenfeleit.

## Képek a csata helyszíneiről és résztvevőiről

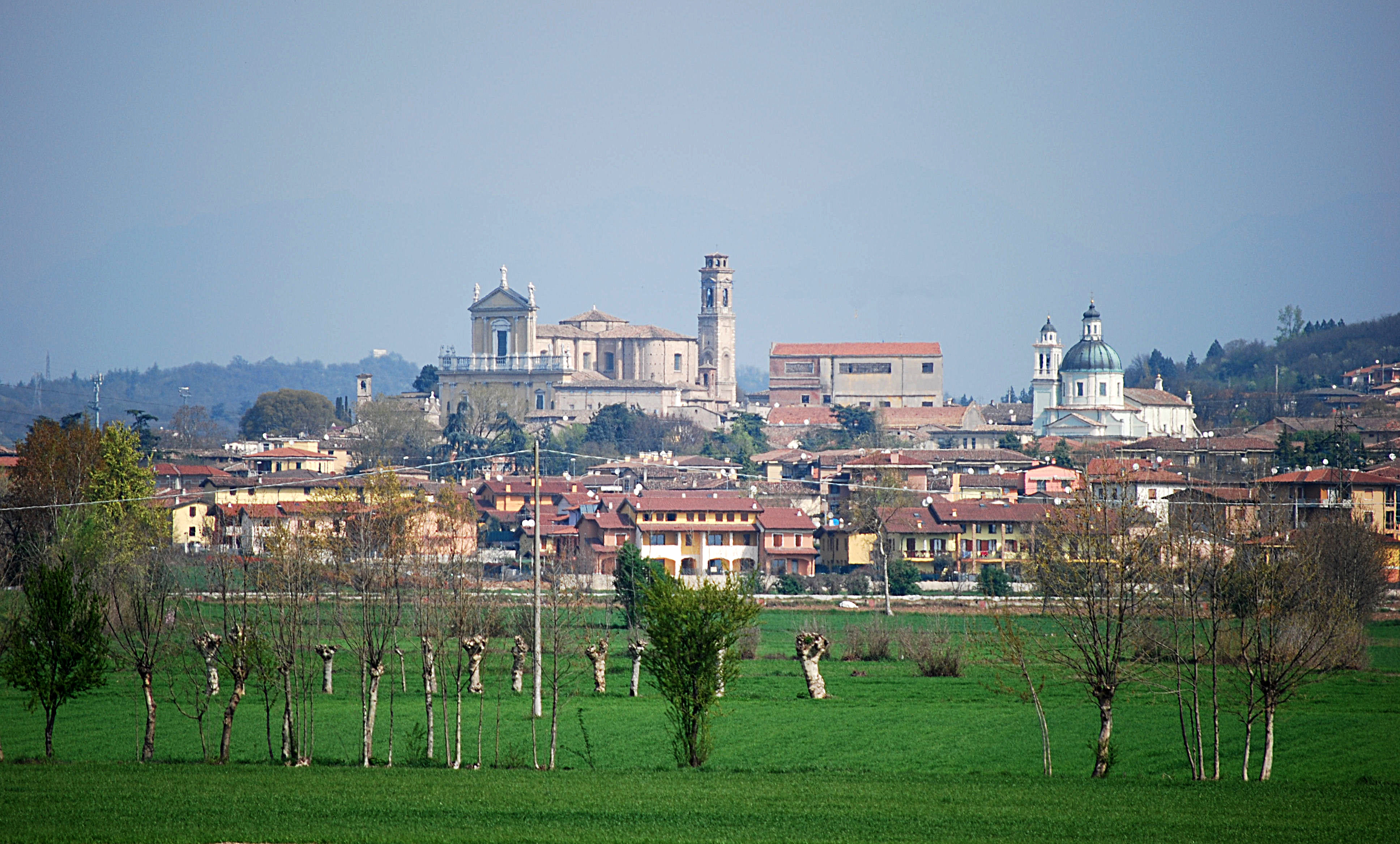
Castiglione delle Stiviere napjainkban
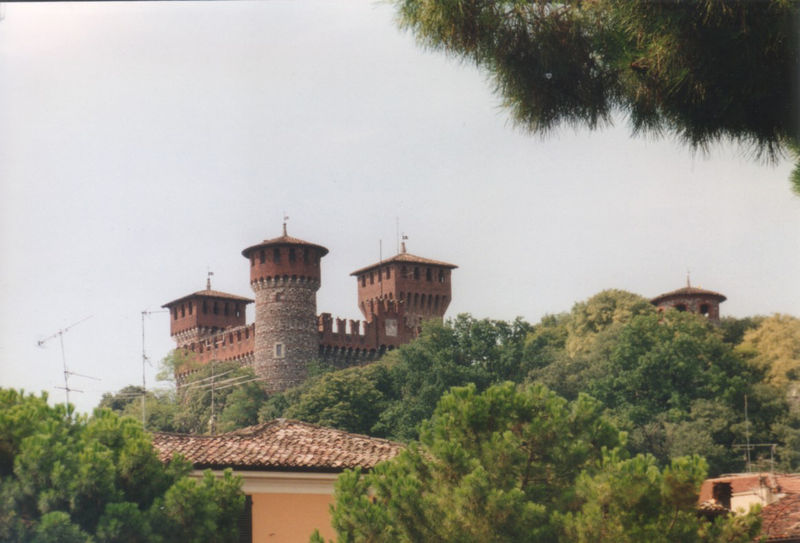
Montichiari
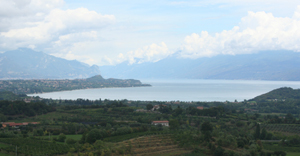
A Garda-tó
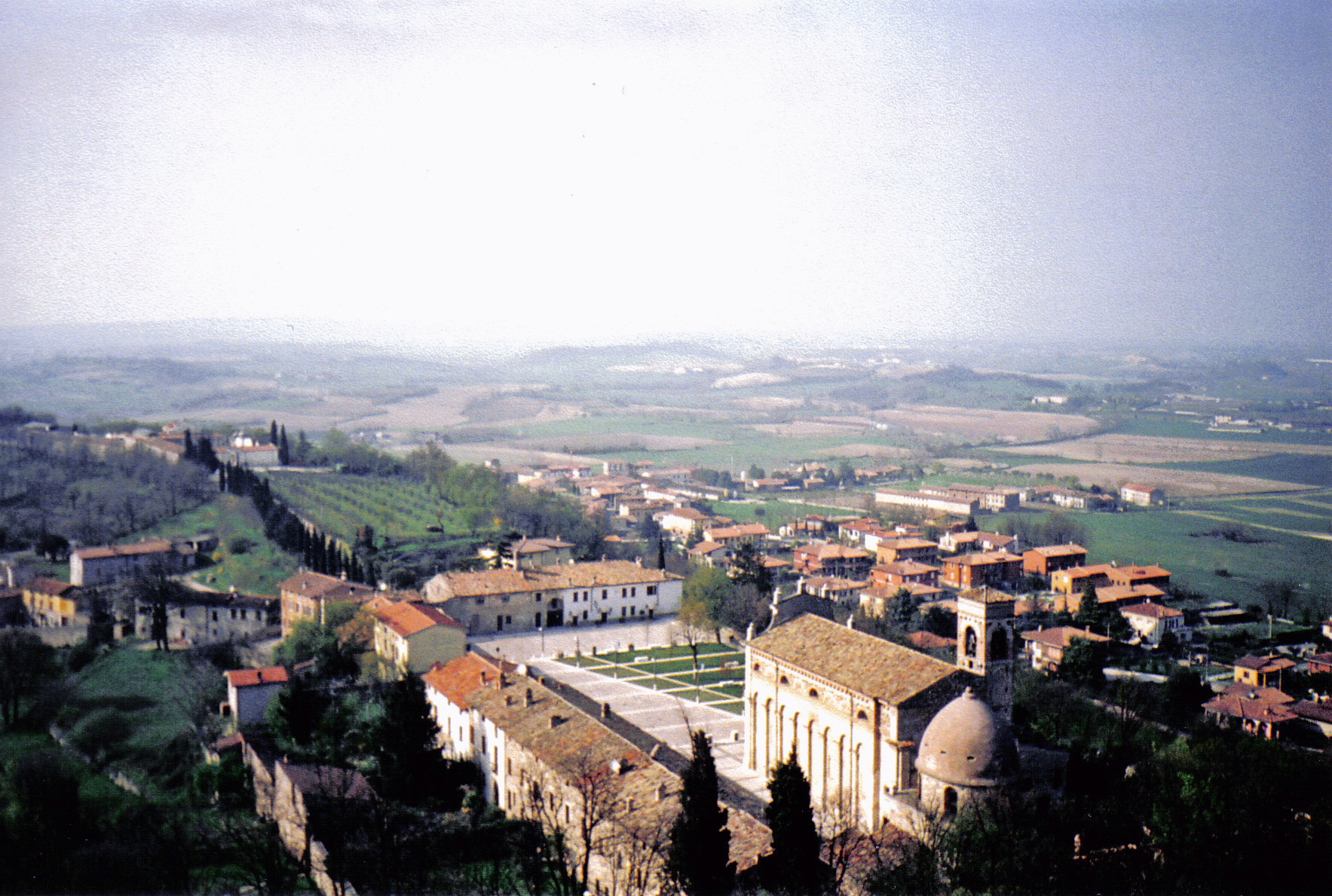
Solferino
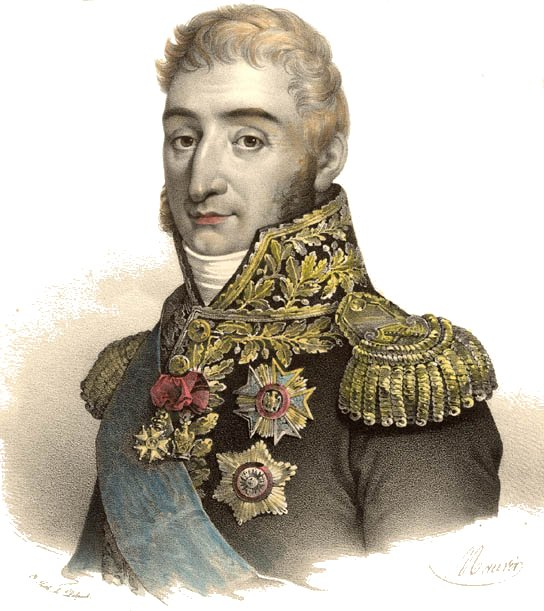
Charles Pierre François Augereau, Castiglione hercege
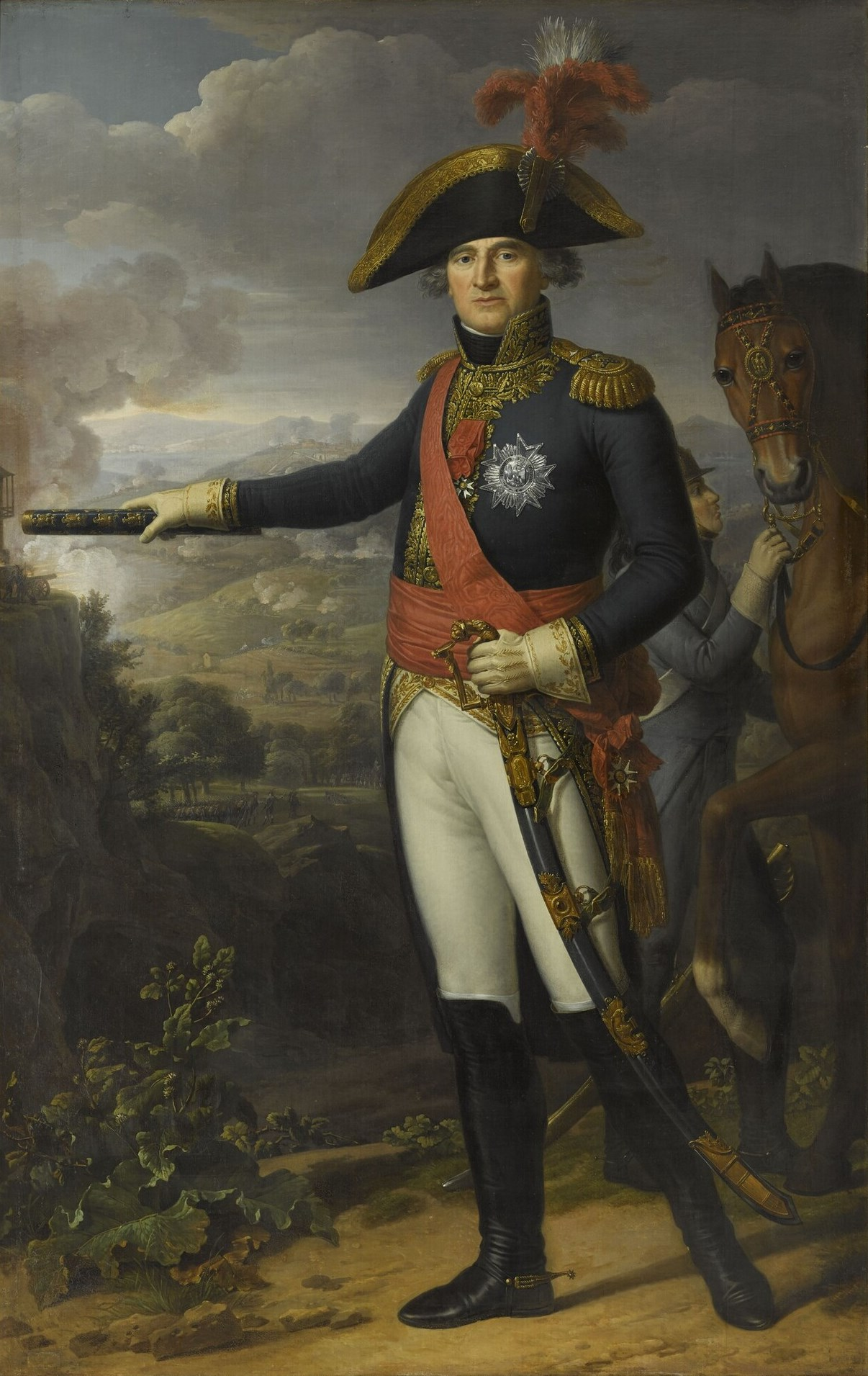
Jean Mathieu Philibert Sérurier
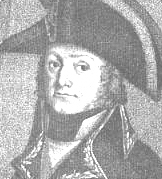
Charles Edouard Saül Jennings de Kilmaine
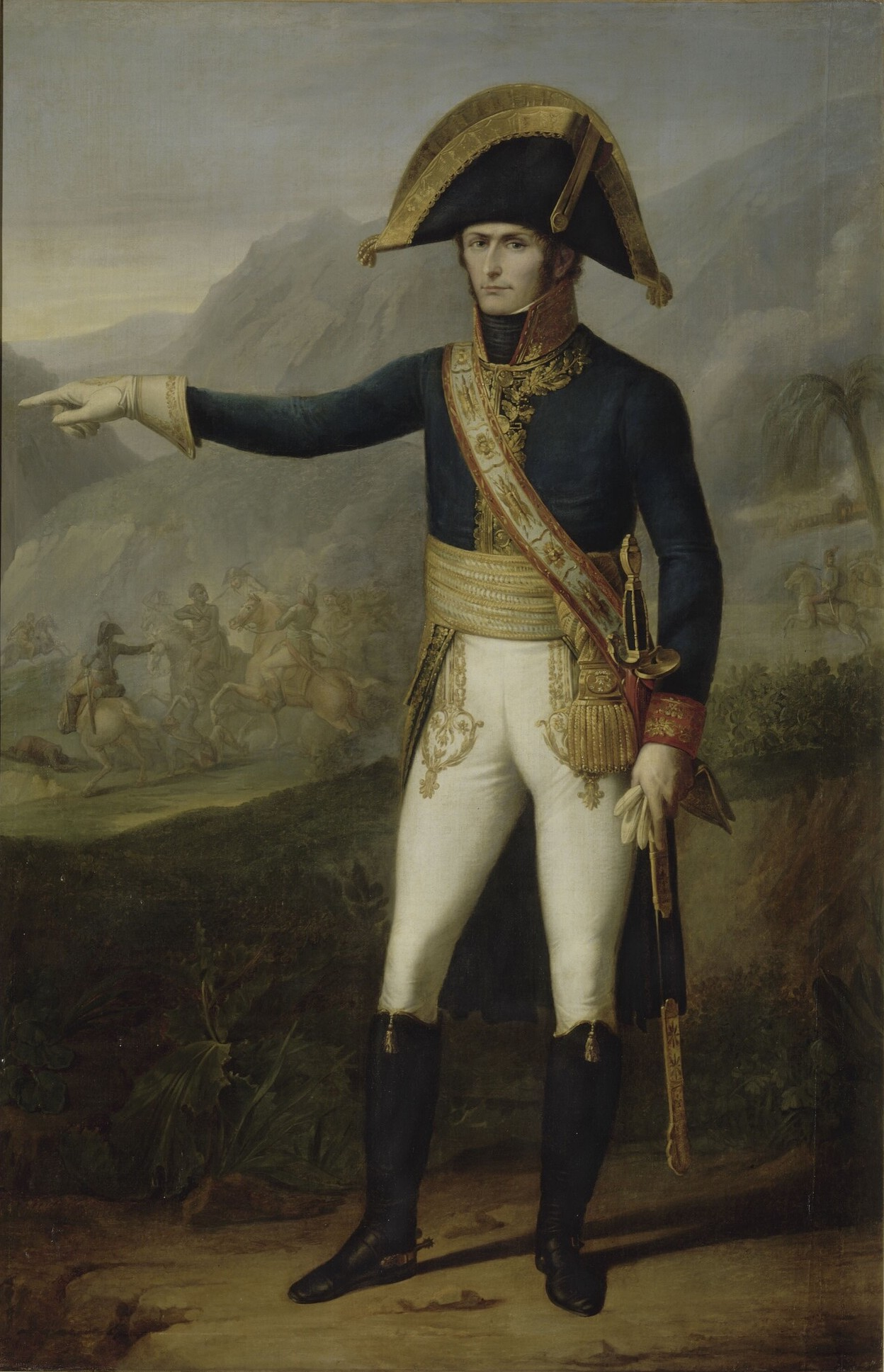
Charles Victoire Emmanuel Leclerc
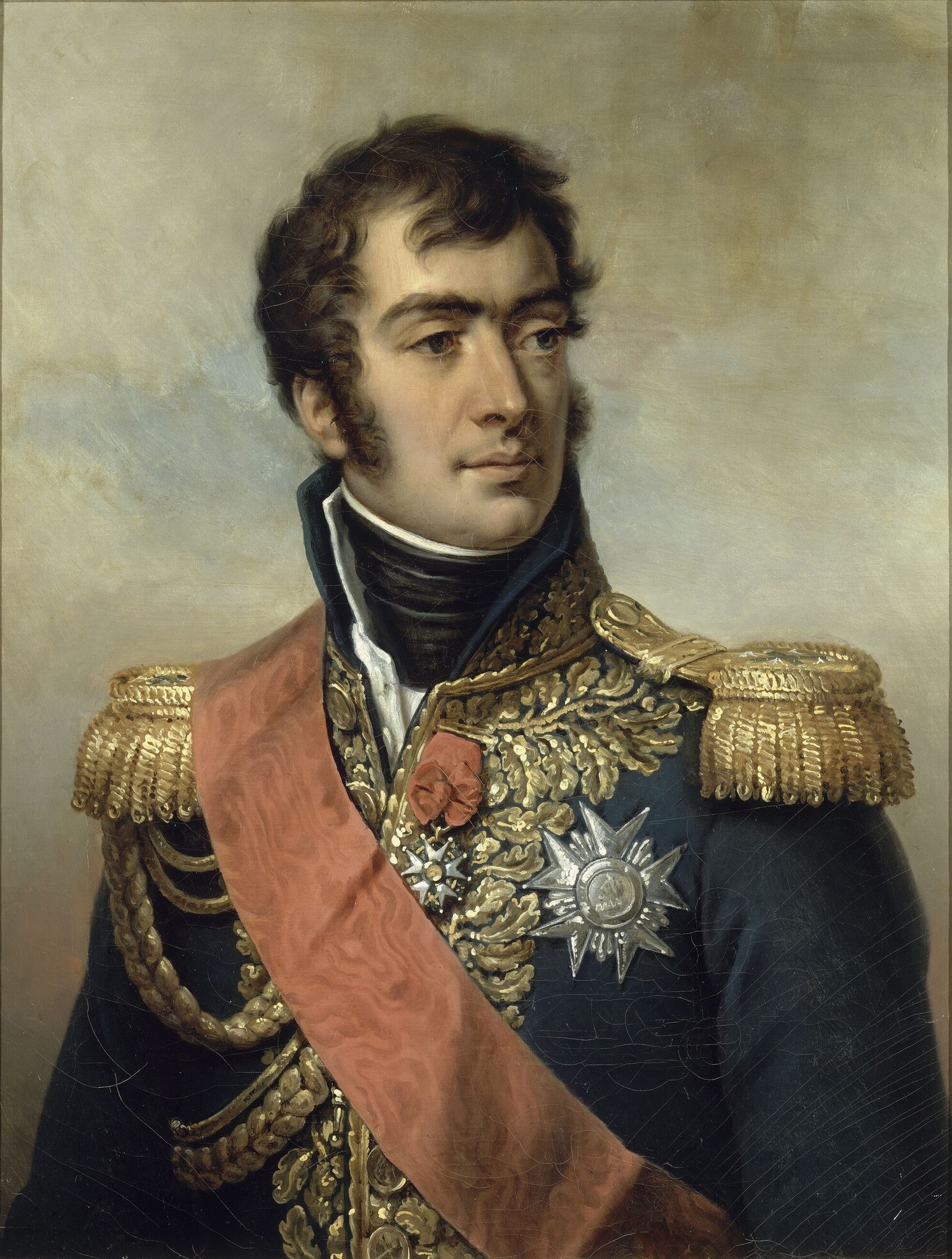
Auguste Frédéric Louis Viesse de Marmont
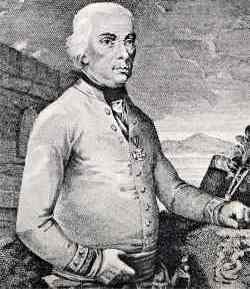
Michael von Melas

## Fordítás
- Ez a szócikk részben vagy egészben a  Battle of Castiglione című angol Wikipédia-szócikk fordításán alapul.  Az eredeti cikk szerkesztőit annak laptörténete sorolja fel. Ez a jelzés csupán a megfogalmazás eredetét és a szerzői jogokat jelzi, nem szolgál a cikkben szereplő információk forrásmegjelöléseként.